# Épineuil-le-Fleuriel
Épineuil-le-Fleuriel är en kommun i departementet Cher i regionen Centre-Val de Loire i de centrala delarna av Frankrike. Kommunen ligger  i kantonen Saulzais-le-Potier som tillhör arrondissementet Saint-Amand-Montrond. År 2022 hade Épineuil-le-Fleuriel 447 invånare.

## Befolkningsutveckling
Antalet invånare i kommunen Épineuil-le-Fleuriel
Referens:INSEE